# ケブカルイラソウ
ケブカルイラソウはキツネノマゴ科ルイラソウ属の多年生草本。

## 特徴
名前の通り植物体全体に白い毛を密生させ、特に葉裏や葉柄、茎に毛が多い。草状だがやや木質化する。葉は1 cmほどの葉柄があり対生する。葉身は長楕円形～披針形、先は鋭形～鈍形、基部は鈍形、葉縁は緩やかな波状縁。花は葉腋に単生し、花冠は紫色で径3–4 cmほど、先端は5裂し、各々に2本の白条がある。苞は2枚で1 cmほど。萼は5裂し1.5 cmほど。

## 分布と生育環境、利用
熱帯アメリカ原産で、地被植物として熱帯各地で広く栽培される。1970年代に沖縄へ導入されたとみられる。木陰などに逸出することがある。種子繁殖以外にも茎が匍匐して根を出し広がり、地中深く入り込むため、除去が困難とされる。

## ギャラリー
ケブカルイラソウ（2025年6月 沖縄県石垣市）
- 植栽
- 葉は対生する
- 葉柄は有毛
- 開花中の蕾。花弁はまだ色づいていない
- 花の側面観